# Деа Діа
У римській міфології Деа Діа (лат. Dea Dia — богиня світла) — богиня родючості і росту. Вона була інколи ототожнена з Керерою, а іноді і з грецькою богинею Деметрою. Римляни їй поклонялися під час амбарвалій — фестивалю полів. У травні, її священики Арвальські брати проводили ці свята в її честь, що відбулася три дні.

## Походження ім'я
Ім'я богині з латини (класична латинь: [ˈd̪e.a ˈd̪iː.a]) означає «Богиня денного світла» або «Яскрава богиня» Перший елемент походить від латинського dea («богиня»), тоді як другий пов'язаний з diēs («день»), ймовірно, у зв'язку з ритуальним приписом оголошення в січні травневих церемоній «під небесним склепінням».

## Культ
Деа Діа була богинею родючості, однією з богинь-захисниць полів. Різноманітні твори братів Арвалесів повідомляють нам про детальні особливості поклоніння цій богині. Варто зазначити, що це місцевий культ, дуже давній, проте маловідомий. Жоден із латинських чи грецьких авторів не згадує цю богиню. Про це відомо лише з написів, знайдених у винограднику Чеккареллі в Римі.
Поклоніння цій богині обмежувався братством, яке їй служило. Його ніколи не визнавали, незважаючи на захист, який надав цьому культу йому Август. Релігійні церемонії братів Арвалесів, про які написи дають нам багато інформації, відзначалися у священному гаю Деа Діа, лісі лавра та дубів. Цей священний гай знаходився поблизу Віа Кампана. Друге місце поклоніння богині знаходилось в Римі, воно не було постійним і змінювалося щороку. Це переносний вівтар, який перевозили у резиденції президента (магістра) братства братів Арвалесів, який обирався щорічно.
Дею Дію вшановували три дні в травні (17, 19 і 20 травня або 27, 28, 29 травня), і це мало спияти родючості.
Місцем поклоніння було священне дерево за межами Риму розташоване біля Тибру. Воно складається із священного простору з вівтарем і храмом (пов'язаним із пагорбом), а також із цирку на заході та будівлі на березі Тибру з кімнатами, включаючи ванну кімнату для очищення. Між цирком і будівлями на схід є Цезарум і тетрастиль. Цезарум — будівля для поклоніння імператорам-дивам і генію правлячого імператора. Тетрастиль — місце виборів і бенкету братів Арвалесів.
Священний ліс вимагав спеціальних ритуалів, щоб мати можливість увійти в ліс і попросити вибачення за це вторгнення, безкровну жертву. Церемонія поклоніння здійснювалася братами Арвалесами і також вимагає такого роду жертв на початку та в кінці ремонтних робіт. Не робити їх означало б порушити мир з богами. Тому ми повинні переконатися, що храм знаходиться в хорошому стані, перевірити, чи не було штормів і чи є якісь пошкодження, щоб місце залишалося гідним богині та присутніх богів.

## Сучасна інтерпритація
Культ Деї Дії є центральним в романі Жана Матре «Кузени Вейон» 1932 року